# Dyskografia Nelly’ego
Dyskografia amerykańskiego rapera Nelly’ego.

## Albumy studyjne
| Rok  | Album                                                                    | Pozycja na liście | Pozycja na liście | Pozycja na liście | Pozycja na liście | Pozycja na liście | Pozycja na liście | Certifikaty                                         |
| Rok  | Album                                                                    | US                | US R&B            | U.S. Rap          | CAN               | UK                | AUS               | Certifikaty                                         |
| ---- | ------------------------------------------------------------------------ | ----------------- | ----------------- | ----------------- | ----------------- | ----------------- | ----------------- | --------------------------------------------------- |
| 2000 | Country Grammar - Data: 27 czerwca 2000 - Wydawca: Universal Motown      | 1                 | 1                 | –                 | 7                 | 14                | 4                 | - US: 9x Platyna - CAN: 3x Platyna - UK: Złoto      |
| 2002 | Nellyville - Data: 25 czerwca 2002 - Wydawca: Universal Records          | 1                 | 1                 | –                 | 2                 | 2                 | 2                 | - US: 6x Platyna - CAN: 4x Platyna - UK: 2x Platyna |
| 2004 | Sweat - Data: 14 września 2004 - Wydawca: Deerty Ent./Universal          | 2                 | 2                 | 2                 | 2                 | 11                | 10                | - US: Platyna - UK: Złoto                           |
| 2004 | Suit - Data: 14 września 2004 - Wydawca: Derrty Ent./Universal           | 1                 | 1                 | 1                 | 1                 | 8                 | 7                 | - US: 3x Platyna - UK: Platyna                      |
| 2008 | Brass Knuckles - Data: 16 września 2008 - Wydawca: Derrty Ent./Universal | 3                 | 2                 | 1                 | 22                | 20                | 15                | - US: Złoto                                         |
| 2010 | 5.0 - Data: 16 listopada 2010 - Wydawca: Derrty Ent./Universal           | 10                | –                 | –                 | –                 | 59                | 17                | - US: bd.                                           |

## Albumy we współpracy z innymi wykonawcami
| Rok  | Album                                                                             | Pozycja na liście | Pozycja na liście | Pozycja na liście | Certifikaty                |
| Rok  | Album                                                                             | US                | US R&B            | U.S. Rap          | Certifikaty                |
| ---- | --------------------------------------------------------------------------------- | ----------------- | ----------------- | ----------------- | -------------------------- |
| 2001 | Free City (z St. Lunatics) - Data: 5 czerwca 2001 - Wydawca: Universal Records    | 3                 | 1                 | –                 | - US: Platyna - CAN: Złoto |
| 2006 | Who’s The Boss (z St. Lunatics) - Data: 21 lutego 2006 - Wydawca: Last Life Music | 114               | 28                | –                 |                            |
| 2009 | 3000 & 9 Shit (z Ocean’s 7) - Data: 29 maja 2009 - Wydawca: So So Def/Global 14   | –                 | –                 | –                 |                            |
| 2010 | City Free (z St. Lunatics) - Data: bd. - Wydawca: Universal Records               | –                 | –                 | –                 |                            |
| bd.  | Super Group (z Pharrell Williams, Akon & T-Pain) - Data: bd. - Wydawca: bd.       | –                 | –                 | –                 |                            |
| bd.  | Untitled (z T.I.) - Data: bd. - Wydawca: bd.                                      | –                 | –                 | –                 |                            |

## Kompilacje
| Rok  | Album                                                                                          | Pozycja na liście | Pozycja na liście | Pozycja na liście | Pozycja na liście | Certifikaty   |
| Rok  | Album                                                                                          | US                | US R&B            | UK                | AUS               | Certifikaty   |
| ---- | ---------------------------------------------------------------------------------------------- | ----------------- | ----------------- | ----------------- | ----------------- | ------------- |
| 2003 | Da Derrty Versions: The Reinvention - Data: 25 listopada 2003 - Wydawca: Derrty Ent./Universal | 12                | 6                 | 27                | 91                | - US: Platyna |
| 2005 | Sweatsuit - Data: czerwiec 2005 (UK), 25 listopada 2005 - Wydawca: Derrty Ent./Universal       | 12                | 6                 | 27                | 91                | - US: Złoto   |
| 2009 | The Best Of Nelly - Data: 4 lutego 2009 (Japonia) - Wydawca: Universal International           | –                 | –                 | –                 | –                 |               |

## Mixtapy & EP
| Rok  | Album                                                                                 | Pozycja na liście | Pozycja na liście | Pozycja na liście | Pozycja na liście | Certifikaty |
| Rok  | Album                                                                                 | US                | US R&B            | UK                | AUS               | Certifikaty |
| ---- | ------------------------------------------------------------------------------------- | ----------------- | ----------------- | ----------------- | ----------------- | ----------- |
| 2008 | The Best Of Nelly: Mixtape - Data: 25 listopada 2008 - Wydawca: Derrty Ent./Universal | –                 | –                 | –                 | –                 |             |
| 2008 | 6 Derrty Hits - Data: 25 listopada 2008 - Wydawca: Derrty Ent./Universal              | –                 | 92                | –                 | –                 |             |

## Solo
| Rok  | Tytuł                                                                       | Pozycja | Pozycja  | Pozycja  | Pozycja | Pozycja | Pozycja | Album                                        |
| Rok  | Tytuł                                                                       | U.S.    | U.S. R&B | U.S. Rap | UK      | AUS     | CAN     | Album                                        |
| ---- | --------------------------------------------------------------------------- | ------- | -------- | -------- | ------- | ------- | ------- | -------------------------------------------- |
| 2000 | „Country Grammar (Hot Shit)”                                                | 7       | 5        | 1        | 7       | 20      | 10      | Country Grammar                              |
| 2000 | „E.I.”                                                                      | 15      | 10       | -        | 11      | 12      | -       | Country Grammar                              |
| 2001 | „Ride Wit Me” (featuring City Spud)                                         | 3       | 34       | -        | 3       | 4       | -       | Country Grammar                              |
| 2001 | „Batter Up” (featuring St. Lunatics)                                        | -       | 76       | -        | 28      | 19      | -       | Country Grammar                              |
| 2001 | „#1”                                                                        | 22      | 20       | -        | -       | 20      | -       | Training Day: The Soundtrack oraz Nellyville |
| 2002 | „Hot In Here”                                                               | 1       | 1        | 1        | 4       | 3       | 1       | Nellyville                                   |
| 2002 | „Dilemma” (featuring Kelly Rowland                                          | 1       | 1        | 1        | 1       | 1       | 3       | Nellyville                                   |
| 2002 | „Air Force Ones” (featuring Kyjuan, Murphy Lee & Ali)                       | 3       | 4        | 1        | -       | -       | -       | Nellyville                                   |
| 2003 | „Work It” (featuring Justin Timberlake)                                     | 68      | -        | -        | 7       | 14      | 13      | Nellyville                                   |
| 2003 | „Pimp Juice”                                                                | 58      | 27       | 11       | -       | -       | -       | Nellyville                                   |
| 2003 | „Shake Ya Tailfeather” (z P. Diddy & Murphy Lee)                            | 1       | 3        | 1        | 10      | 3       | 14      | Bad Boys II: Soundtrack oraz Murphy Law      |
| 2003 | „Iz U”                                                                      | 34      | 51       | 23       | 36      | 34      | -       | Da Derrty Versions: The Reinvention          |
| 2003 | „Tip Drill (E.I. Remix)” (featuring St. Lunatics)                           | -       | -        | -        | -       | -       | -       | Da Derrty Versions: The Reinvention          |
| 2004 | „Flap Your Wings”                                                           | 58      | 18       | 14       | -       | -       | -       | Sweat                                        |
| 2004 | „My Place” (featuring Jaheim)                                               | 4       | 4        | 2        | 1       | 1       | -       | Suit                                         |
| 2004 | „Tilt Ya Head Back” (featuring Christina Aguilera)                          | 58      | -        | -        | 5       | 5       | -       | Sweat                                        |
| 2004 | „Over And Over” (featuring Tim McGraw)                                      | 3       | 51       | 7        | 1       | 1       | -       | Suit                                         |
| 2005 | „Na-NaNa-Na” (featuring Jazze Pha)                                          | -       | 65       | -        | -       | -       | -       | Sweat                                        |
| 2005 | „N' Dey Say”                                                                | 64      | -        | -        | 6       | -20     | -       | Suit                                         |
| 2005 | „Errtime” (featuring Jung Tru & King Jacob)                                 | 24      | 59       | -        | -       | 15      | -       | The Longest Yard: The Soundtrack             |
| 2005 | „Fly Away”                                                                  | -       | -        | -        | -       | -       | -       | The Longest Yard: The Soundtrack             |
| 2005 | „Grillz” (featuring Jermaine Dupri, Paul Wall, Brandi Williams, Ali & Gipp) | 1       | 2        | 1        | 24      | 11      | -       | Sweatsuit                                    |
| 2007 | „Cut It Out” (featuring Pimp C & Sean P)                                    | -       | -        | -        | -       | -       | -       | non album single                             |
| 2007 | „Wadsyaname”                                                                | 43      | 31       | 12       | -       | -       | -       | Brass Knuckless                              |
| 2008 | „Party People” (featuring Fergie)                                           | 40      | 62       | 16       | 14      | 14      | -       | Brass Knuckless                              |
| 2008 | „Body On Me” (featuring Akon & Ashanti)                                     | 42      | 69       | 10       | 17      | 32      | -       | Brass Knuckless                              |
| 2008 | „Stepped On My J’z” (featuring Ciara & Jermaine Dupri)                      | 90      | 104      | -        | -       | -       | -       | Brass Knuckless                              |
| 2008 | „Warrior”                                                                   | 96      | -        | -        | -       | -       | -       | Brass Knuckless                              |
| 2008 | „One And Only”                                                              | -       | -        | -        | -       | -       | -       | Brass Knuckless                              |
| 2009 | „1000 Stacks” (featuring Diddy & The Notorious B.I.G.)                      | -       | -        | -        | -       | -       | -       | 5.0                                          |
| 2010 | „Just A Dream”                                                              | 3       | -        | 6        | 8       | 3       | 5       | 5.0                                          |
| 2010 | „Move That Body” (featuring Akon & T-Pain)                                  | 54      | -        | -        | -       | 52      | -       | 5.0                                          |
| 2010 | „Long Gone” (featuring Plies & Chris Brown)                                 |         |          |          |         |         |         | 5.0                                          |
| 2013 | „Hey Porsche”                                                               | 42      |          |          | 7       | 5       | 26      | „M.O.”                                       |

## Gościnne
| Rok  | Tytuł                                                                                                   | Pozycja | Pozycja  | Pozycja  | Pozycja | Album                     |
| Rok  | Tytuł                                                                                                   | U.S.    | U.S. R&B | U.S. Rap | UK      | Album                     |
| ---- | --- | ------- | -------- | -------- | ------- | ------------------------- |
| 2001 | „Where The Party At” (Jagged Edge featuring Nelly)                                                      | 3       | 1        | -        | 25      | Jagged Little Thrill      |
| 2002 | „Girlfriend (The Neptunes Remix)” ('Nsync featuring Nelly)                                              | 5       | -        | -        | 2       | Celebrity                 |
| 2005 | „Get It poppin'” (Fat Joe featuring Nelly)                                                              | 9       | 17       | 6        | 34      | All Or Nothing            |
| 2005 | „Nasty Girl” (The Notorious B.I.G. featuring Diddy, Nelly, Jagged Edge & Avery Storm)                   | 45      | 20       | 9        | 1       | Duets: The Final Chapter  |
| 2006 | „Call On Me” (Janet Jackson featuring Nelly)                                                            | 25      | 1        | -        | 18      | 20 Y.O.                   |
| 2007 | „N' Da Paint” (Ali & Gipp featuring Nelly)                                                              | -       | -        | -        | -       | Kinfolk                   |
| 2007 | „5000 Ones” (DJ Drama featuring Jazze Pha, Nelly, T.I., Yung Joc, Willie The Kid, Young Jeezy & Twista) | -       | 73       | -        | -       | Gangsta Grillz: The Album |
| 2007 | „Switch” (Ashanti featuring Nelly)                                                                      | -       | -        | -        | -       | non album single          |
| 2008 | „Where The Party At” (Rick Ross featuring Nelly & Avery Storm)                                          | 49      | 9        | 5        | -       | Trilla                    |
| 2010 | „Miss Me” (Mohombi featuring Nelly)                                                                     | -       | -        | -        | 66      | MoveMeant                 |